# Gare de Hana-Koganei
La gare de Hana-Koganei (花小金井駅, Hana-Koganei-eki) est une gare ferroviaire de la ville de Kodaira, à Tokyo au Japon. Elle est exploitée par la compagnie Seibu.

## Situation ferroviaire
La gare de Hana-Koganei est située au point kilométrique (PK) 19,9 de la ligne Seibu Shinjuku.

## Histoire
La gare a été inaugurée le 16 avril 1927.

## Services aux voyageurs

### Accès et accueil
La gare dispose d'un bâtiment voyageurs, avec guichet, ouvert tous les jours.

### Desserte
- Ligne Seibu Shinjuku :
  - voie 1 : direction Takadanobaba et Seibu-Shinjuku
  - voie 2 : direction Tokorozawa, Hon-Kawagoe et Haijima